# Federley
Federley är en finländsk och svensk släkt av tyskt eller schweiziskt ursprung.
Släkten kom till Finland, som då hörde till Sverige, efter Stora nordiska kriget med Anton Federley (död 1742), som blev dragon vid Nylands-Tavastehus dragonregemente 1721.

## Personer i urval
- Aleksander Federley (1864–1932), finländsk konstnär
- Berndt Federley (1799–1863), finländsk ämbetsman
- Berndt Federley (1906–1976), finländsk arkivarie och historiker
- Birger Federley (1874–1935), finländsk arkitekt
- Fredrick Federley (född 1978), svensk politiker
- Harry Federley (1879–1951), finländsk zoolog och ärftlighetsforskare